# Borja Garcés
Borja Garcés spanyol labdarúgó, jelenleg az Atlético Madrid játékosa.

## Pályafutása

### Atlético de Madrid B
Az UEFA Ifjúsági Ligában 2 mérkőzésen lépett pályára, és ugyanennyi gólt szerzett. 

### Atlético de Madrid
A spanyol csapat legendájának, Fernando Torres búcsúztató mérkőzésén lépett először pályára az első számú csapatnál, ahol a Nigériai B válogatott ellen ő rúgta csapata harmadik gólját. Ezzel a góllal robbant be az Atlético szurkolóinak a tudatába. Nagy meglepetésre Diego Simeone nevezte őt a csapat 2018–2019-es szezonjának keretébe. Az Arsenal elleni Nemzetközi Bajnokok Kupája mérkőzésen csereként állt be, majd a büntetőpárbajban kihagyta a büntetőjét. Ennek ellenére csapata legyőzte az angol csapatot.
A Cagliari elleni felkészülési mérkőzésen az ő góljával nyert a csapata.
2018. szeptember 15-én az Eibar elleni bajnoki mérkőzésen a sok sérülés miatt ő, Javi Montero és a kolumbiai Andrés Solano is leülhetett a kispadra. Garcés a 71-ik percben megkapta a lehetőséget Simeonétól, Rodri helyére állt be. 87-ik percben Sergi Enrich betalált, ám Garcés a mérkőzés utolsó momentumaként Ángel Correa passzát átvéve a kapu ball alsó sarkába lőtte a labdát, amellyel pontot mentett csapata számára.
Az AS Monaco elleni UEFA Bajnokok Ligája mérkőzésre az argentin edző nevezte, ám végig a kispadon ült.